# Avro 527
L'Avro 527 est un prototype de chasseur biplace britannique de la Première Guerre mondiale.
Dérivé de l’Avro 504, dont il conservait la voilure, le train d’atterrissage et un empennage similaire aux versions livrées au Royal Naval Air Service, cet appareil se distinguait par un nouveau fuselage à flancs plats et l’emploi d’un moteur en ligne Sunbeam Nubian de 150 ch dont les pipes d’échappement s’élevaient verticalement pour dégager au-dessus du plan supérieur à la façon de nombreux avions allemands au début de la guerre. L’armement devait comprendre une unique mitrailleuse sur pivot au poste arrière.
Destiné au Royal Flying Corps, le prototype prit l’air en décembre 1915, affichant une vitesse ascensionnelle nettement insuffisante. La visibilité vers l’avant étant très limitée par les pipes d’échappement, cet appareil qui atteignait tout de même 166 km/h fut rapidement abandonné, comme un projet à voilure agrandie (Avro 527A).